# Life After Quo
Life After Quo è un album di raccolte di brani incisi da Alan Lancaster con i Bombers ed i The Party Boys, uscito nel 1999 per l'etichetta discografica Eagle Records.

## Tracce CD
1. Flash In Japan (con The Bombers) - 4:00 - (M. Lunn; Chris White)
2. He's Gonna Step On You Again (con The Party Boys) - 4:09 - (John Kongos; Chris Demetrion)
3. Is This The Way To Say Goodbye (con The Bombers) - 3:06 - (Lancaster; Brewster; Swan)
4. Hold Your Head Up (con The Party Boys) - 3:01 - (Rod Argent; Chris White)
5. She's a Mystery (con The Bombers) - 3:31 - (Lancaster; Brewster)
6. Gonna See My Baby Tonight(con The Party Boys) - 3:35 - (Kevin Borich)
7. It Could've Been You(con The Party Boys)  - 3:49 - (Lancaster; Skinner)
8. Gloria(con The Party Boys)  - 3:26 - (Van Morrison)
9. No Danger (con The Bombers) - 5:03 - (Coates; Tsoltoudis; Bortolin)
10. Don't Come Easy (con The Bombers) - 4:25 - (Lancaster; Brewster; Coates)
11. City Out Of Control (con The Bombers) - 7:58 - (Brewster; Neeson; Brewster)
12. High Voltage (con The Party Boys) - 3:58 - (Young; Young; Scott)
13. Matchstikmen (brano bonus) - 3:11 - (Rossi; Lancaster; Coates)
14. Roadhouse Blues (brano bonus) - 3:43 - (Doors)
15. Aim High (brano bonus) - 3:23 - (Lancaster; Brewster; Coates)

## Formazione

### The Party Boys
- Kevin Borich (chitarra solistica, voce) traccia 9
- John Brester (chitarra ritmica, cori)
- Paul Christie (percussioni), cori)
- Richard Harvey (percussioni)
- Alan Lancaster (basso) (voce) traccia 8
- John Swan (voce)

### The Bombers
- Steve Crofts (chitarra solistica
- John Brester (chitarra ritmica, cori), (armonica)
- Peter Heckenberg (percussioni), cori)
- Alan Lancaster (basso) (voce)
- Tyrone Coates (voce), sax
- A. Mansfield (tastiere)
- P. Quinn (tastiere)
- W. Miller (tastiere)